# Джанкарло Багети
Джанкарло Багети (на италиански: Giancarlo Baghetti) е бивш пилот от Формула 1. Роден е на 25 декември 1934 година в Милано, Италия. Има двадесет и едно участия в стартове от световния шампионат във Формула 1, като записва и една победа в Голямата награда на Франция през 1961 година с кола на Ферари.